# Deontologi
Deontologi eller deontologisk etik (från grekiska δέον, /déon/, 'plikt' och λόγος, /lógos/, 'ord', 'förnuft', pliktlära), är en term för normativa teorier inom etik med innebörden att en handling eller regel ska bedömas utefter sitt intrinsikala värde (ungefär: sitt inneboende värde). 
Enligt deontologisk etik beror en handlings värde (antingen helt eller delvis) på dess pliktvärde – ett inneboende värde som avgörs av huruvida handlingen har utförts i enlighet med en gällande etisk norm. Detta i kontrast mot konsekventialistisk etik – som bedömer handlingen efter dess konsekvenser. Enligt renodlad deontologi beror alltså hur rätt en handling etiskt sett är inte på konsekvenserna av den, utan avgörs efter huruvida handlingen stämmer överens med det som är rätt efter plikten, vilket benämns handlingsdeontologi,  eller har utförts i överensstämmelse med någon gällande etisk norm, vilket benämns regeldeontologi. Exempel på förstnämnda är pliktetiken och på sistnämnda rättighetsetiken. 
Den deontologiska etiken kan ses som en motsats till den konsekventialistiska, eller med ett motsvarande begrepp teleologiska, etiken.